# Restinga della costa atlantica brasiliana
La restinga della costa atlantica brasiliana è una ecoregione definita dal WWF (codice ecoregione: NT0102) che si sviluppa a mosaico lungo la costa atlantica brasiliana.
La restinga è una particolare tipologia di foresta pluviale, tipica del Brasile, che si sviluppa in aree sabbiose prossime al mare, su terreni relativamente poveri di nutrienti, ricoperti da una vegetazione formata da arbusti e alberi di media taglia.
La flora e la fauna della restinga della costa atlantica differiscono significativamente da quelle della restinga del Nordest del Brasile e presentano maggiori affinità con quelle della Mata Atlantica umida del Brasile orientale.

## Territorio
L'ecoregione raggruppa quattro distinte aree di restinga, con clima tropicale e subtropicale, che si susseguono lungo la costa atlantica, dallo Stato di Rio Grande del Nord, nel Nordest del paese, allo Stato di Rio Grande del Sud, nel sud.

## Flora
La restinga può svilupparsi come macchia composta prevalentemente da arbusti ma può formare vere e proprie foreste, con alberi alti sino a 15 m. I lembi di restinga hanno spesso una distribuzione a mosaico, alternandosi a mangrovie, praterie e paludi. La composizione floristica varia notevolmente spostandosi da nord verso sud.
Nelle restingas di Rio de Janeiro sono state censite 643 specie di piante vascolari. Sono presenti alberi e arbusti delle famiglie Myrtaceae (Eugenia spp., Myrcia spp., Marliera spp.), Leguminosae (Andira spp.), Euphorbiaceae (Croton spp.) e Malpighiaceae (Byrsonima spp.).

## Fauna

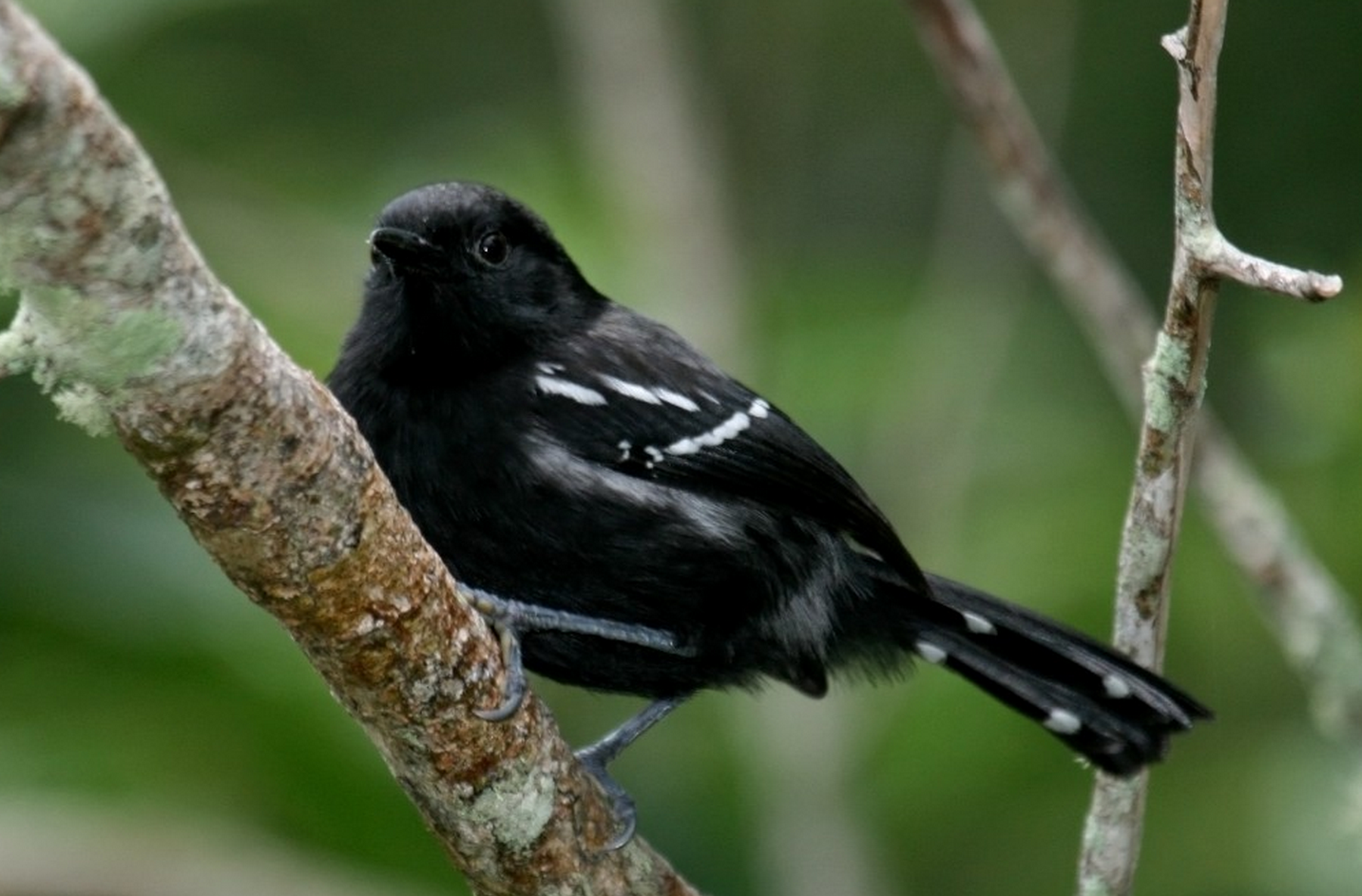
Maschio di scricciolo formichiere della restinga (Formicivora serrana littoralis)

La restinga ospita diverse specie minacciate, tra cui la lontra neotropicale (Lontra longicaudis), lo scricciolo formichiere pettorale (Herpsilochmus pectoralis) e lo scricciolo formichiere della restinga (Formicivora serrana littoralis). Merita una menzione la presenza nell'ecoregione della rana endemica Aparasphenodon brunoi, una specie della famiglia Hylidae dotata di aculei velenosi.

## Conservazione
Le aree costiere un tempo occupate dalla restinga sono oggi in gran parte occupate da grandi centri abitati, che continuano ad espandersi. La restinga atlantica occupa attualmente circa il 10% del suo areale originario. Solamente 298,90 km² della sua superficie ricadono all'interno di aree naturali protette, tra cui il Parco nazionale Restinga de Jurubatiba.